# Сен-Пьер-д’Ирюб
Сен-Пьер-д’Ирю́б (фр. Saint-Pierre-d'Irube) — коммуна во Франции, находится в регионе Аквитания. Департамент — Атлантические Пиренеи. Входит в состав кантона Нив-Адур. Округ коммуны — Байонна.
Код INSEE коммуны — 64496.

## География

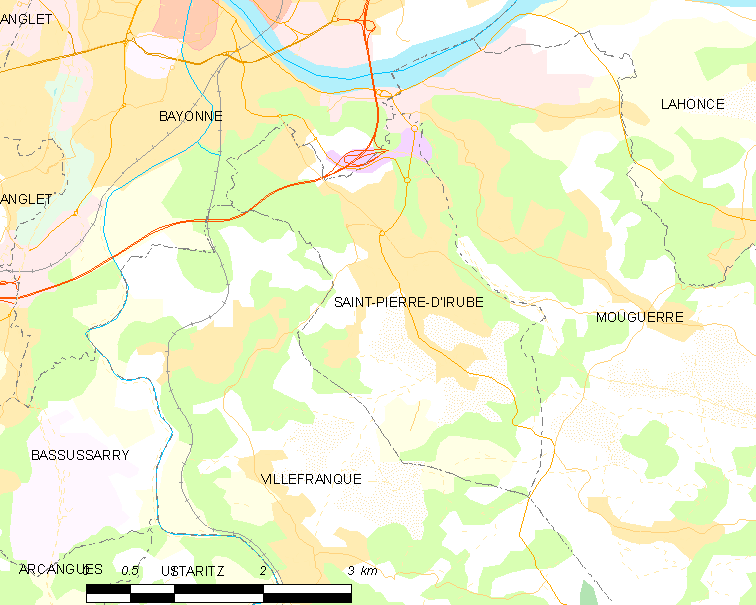
Карта коммуны

Коммуна расположена приблизительно в 670 км к юго-западу от Парижа, в 170 км юго-западнее Бордо, в 90 км к западу от По.
На севере коммуны протекает река Адур.

### Климат
Климат тёплый океанический. Зима мягкая, средняя температура января — от +5°С до +13°С, температуры ниже −10 °C бывают редко. Снег выпадает около 15 дней в году с ноября по апрель. Максимальная температура летом порядка 20-30 °C, выше 35 °C бывает очень редко. Количество осадков высокое, порядка 1100 мм в год. Характерна безветренная погода, сильные ветры очень редки.

## Население
Население коммуны на 2010 год составляло 4390 человек.
| 1962 | 1968 | 1975 | 1982 | 1990 | 1999 | 2010 |
| ---- | ---- | ---- | ---- | ---- | ---- | ---- |
| 1056 | 1469 | 2608 | 3164 | 3676 | 3870 | 4390 |

## Администрация
| Период | Период | Фамилия       | Партия | Примечания                        |
| ------ | ------ | ------------- | ------ | --------------------------------- |
| 1944   | 1959   | Эдуар Дюрон   |        | врач                              |
| 1959   | 1965   | Шарль Казоран |        | пекарь                            |
| 1965   | 1971   | Морис Дюрон   |        | директор реабилитационного центра |
| 1971   | 2001   | Пьер Мандибур |        |                                   |
| 2001   | 2020   | Ален Ирьяр    |        |                                   |

## Экономика
В 2010 году среди 2705 человек трудоспособного возраста (15-64 лет) 1999 были экономически активными, 706 — неактивными (показатель активности — 73,9 %, в 1999 году было 70,2 %). Из 1999 активных жителей работали 1822 человека (907 мужчин и 915 женщин), безработных было 177 (92 мужчины и 85 женщин). Среди 706 неактивных 239 человек были учениками или студентами, 319 — пенсионерами, 148 были неактивными по другим причинам.

## Достопримечательности
- Дом хранителя церкви (XVII век). Исторический памятник с 1991 года[4]
- Кладбище около церкви Св. Петра (XVIII век). Исторический памятник с 1991 года[5]

## Фотогалерея

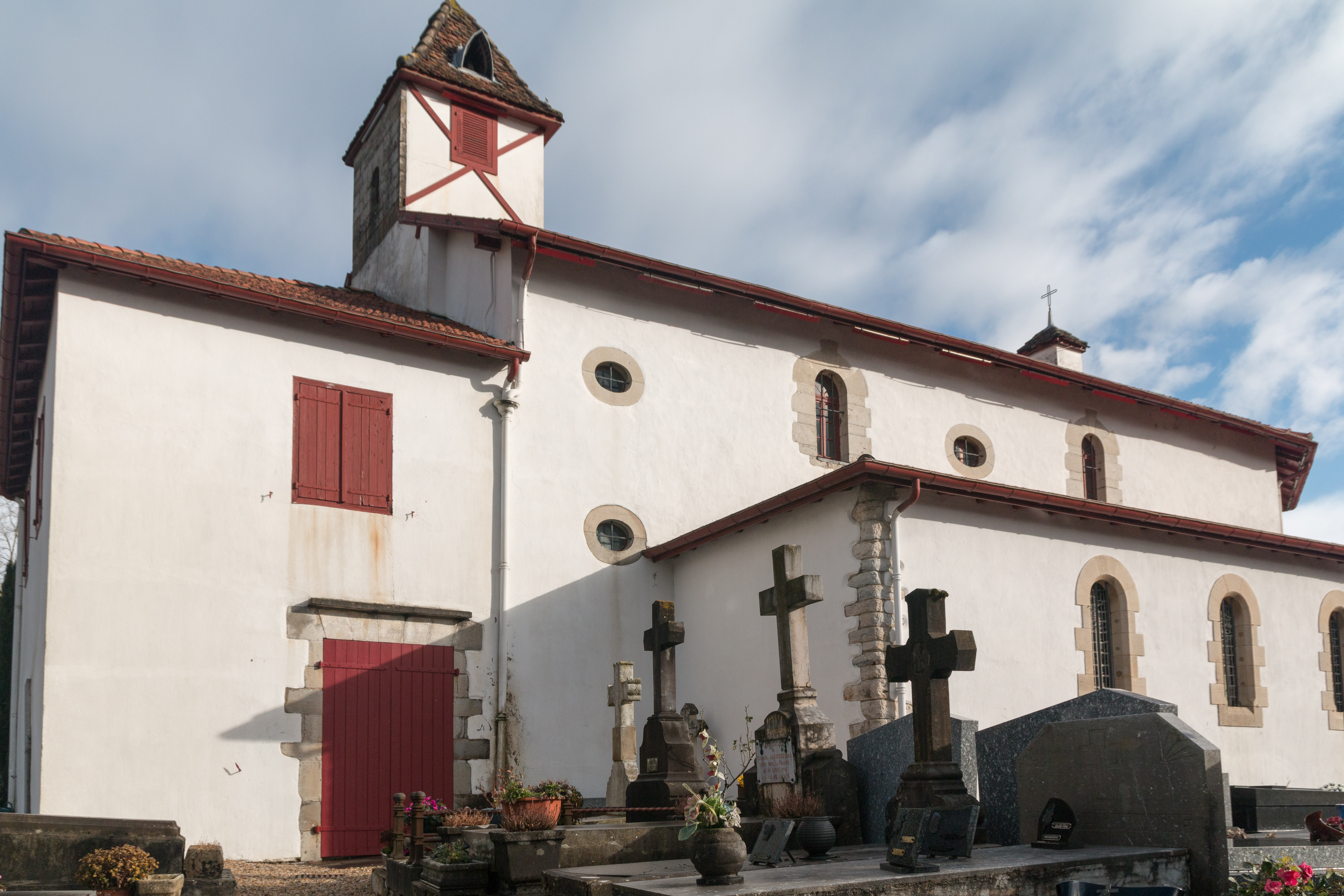
Церковь Св. Петра
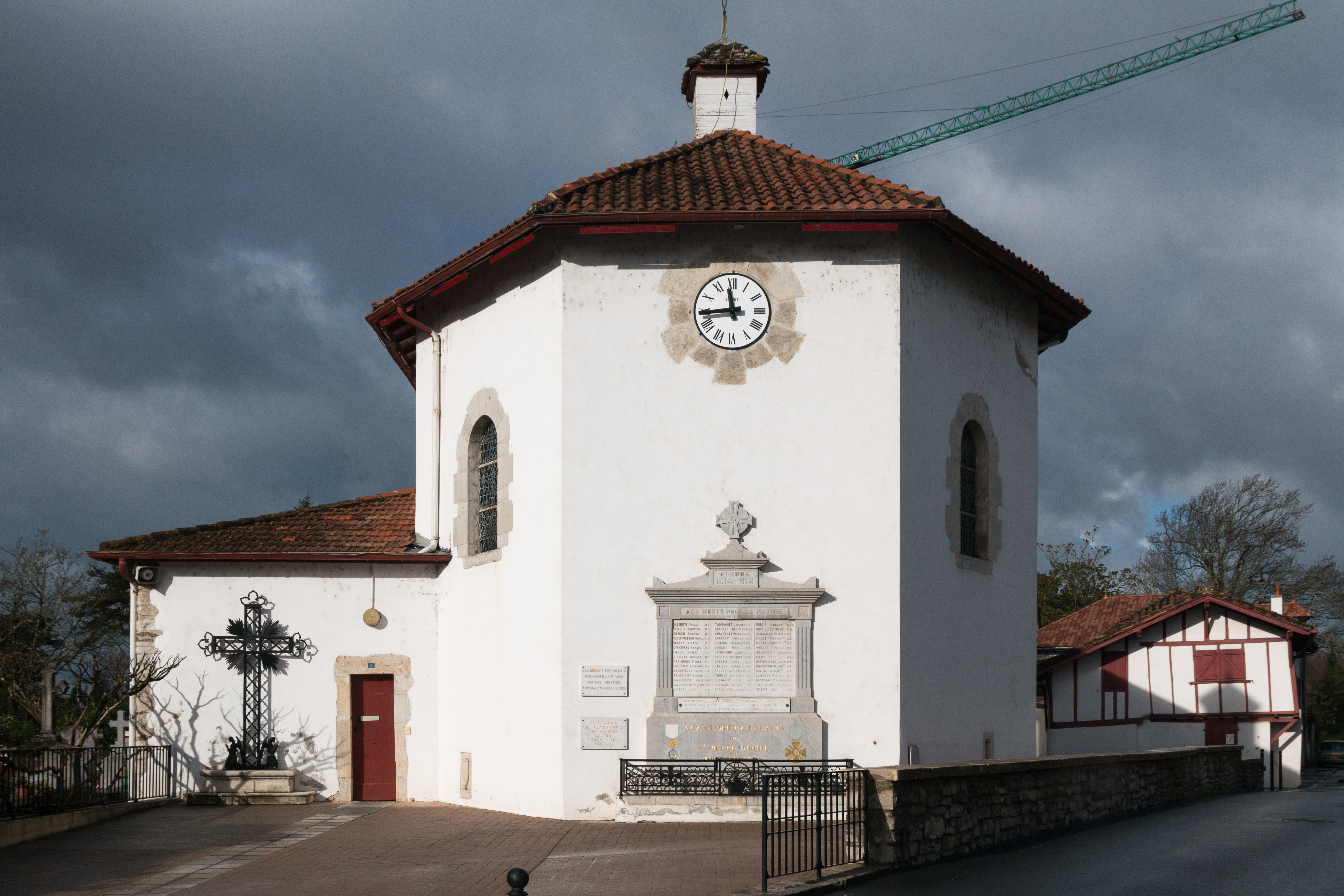
Церковь Св. Петра и военный мемориал
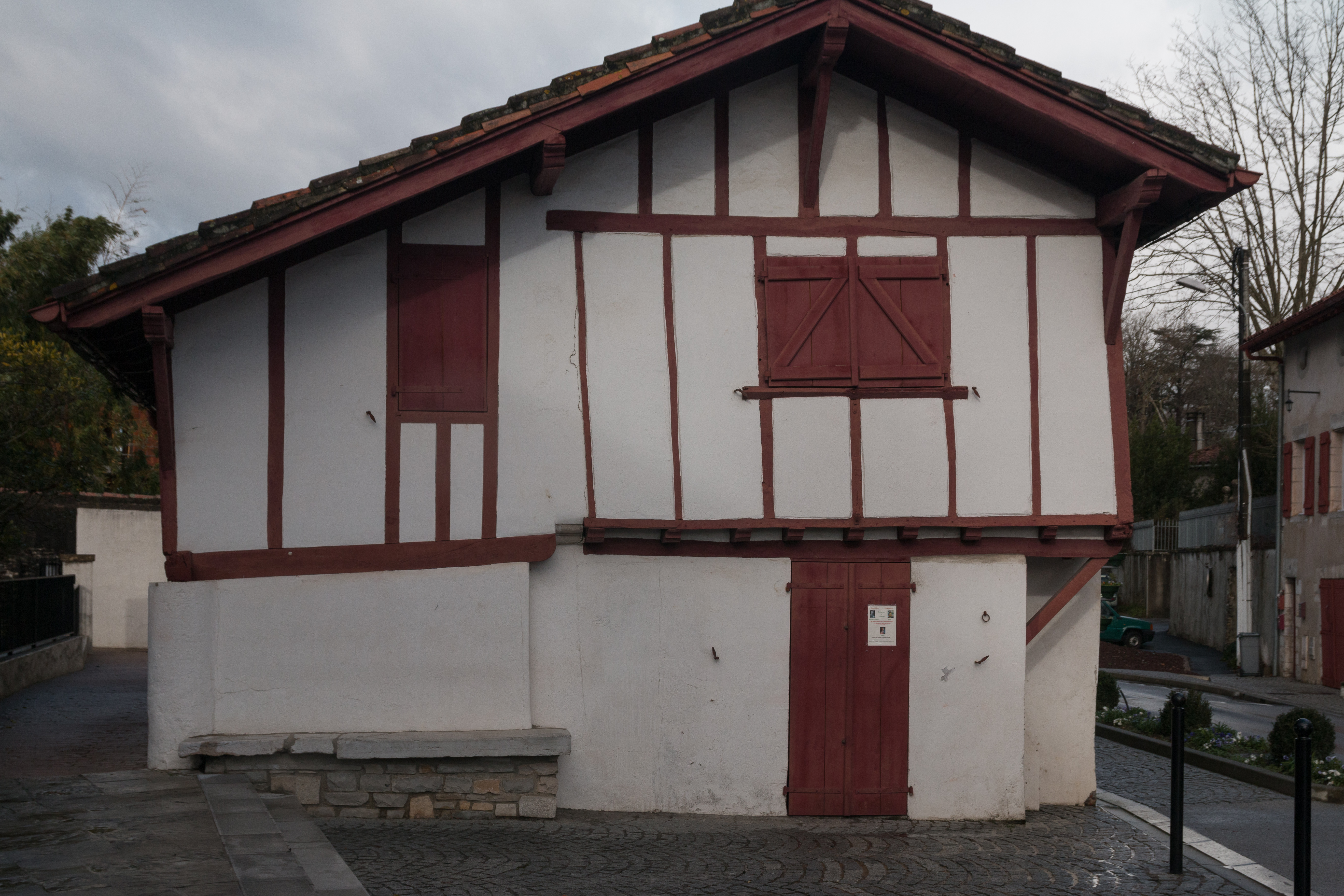
Дом хранителя церкви
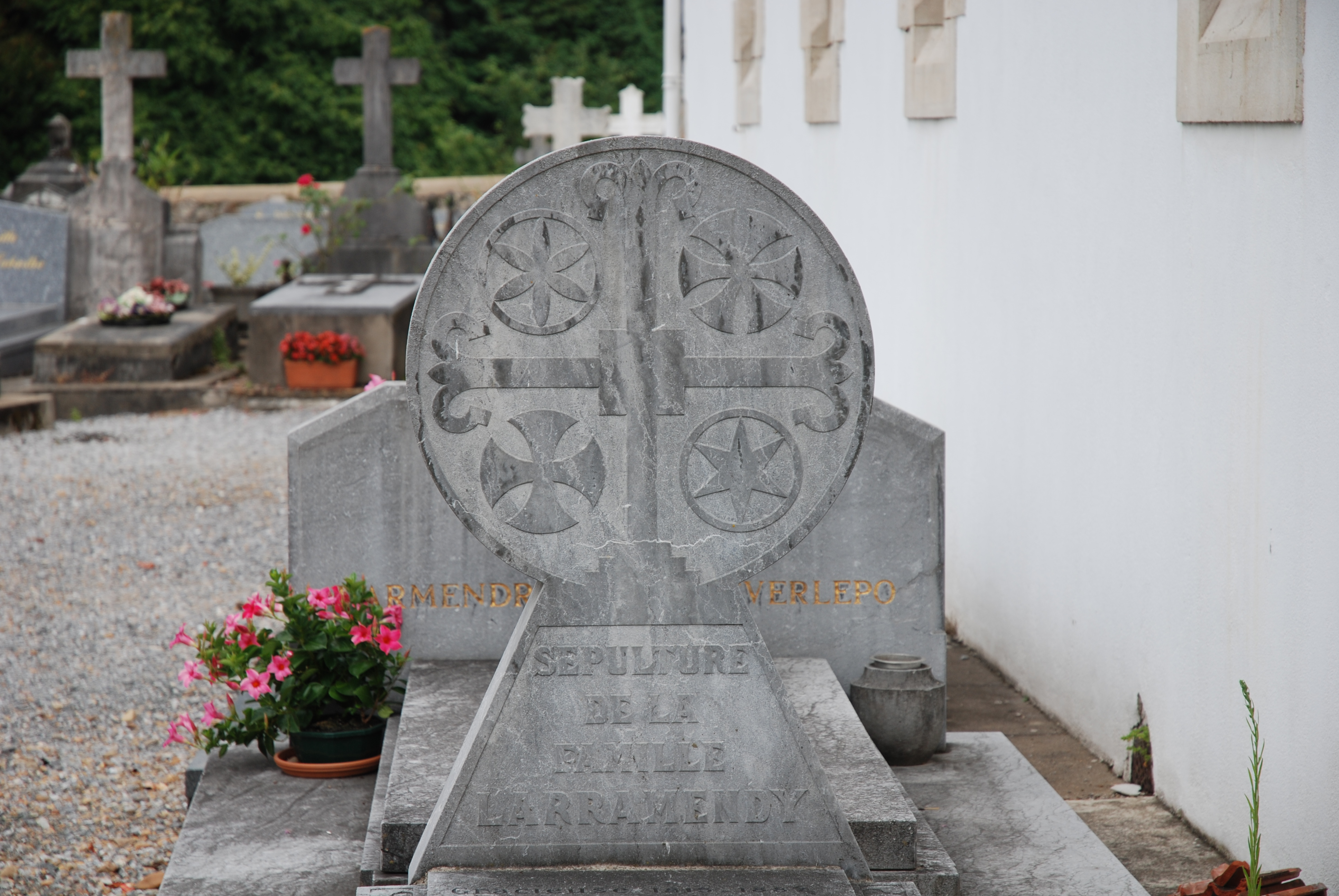
Баскская дискообразная стела